# Joaquín Sorolla y Bastida
Joaquín Sorolla y Bastida (ur. 27 lutego 1863 w Walencji, zm. 10 sierpnia 1923 w Cercedilla) – hiszpański malarz i grafik, impresjonista. Pod względem liczby namalowanych dzieł był to jeden z najbardziej płodnych hiszpańskich artystów – skatalogowano ponad 2200 jego prac.

## Życiorys
W wieku zaledwie 2 lat stracił oboje rodziców podczas epidemii. Razem z siostrą Eugenią został przygarnięty przez ciotkę Isabel, siostrę jego matki, oraz jej męża, z zawodu ślusarza. Przez kilka lat przybrani rodzice bezowocnie próbowali nauczyć go rzemiosła, aż odkryli, że jego prawdziwym powołaniem było malarstwo.
W 1874 r. rozpoczął studia na Escuela Normal Superior, gdzie zarekomendowano mu wieczorowe zajęcia z rysunku w Escuelas de Artesanos (Szkoła rzemiosła) w Walencji. W tej ostatniej otrzymał w 1879 r. dyplom oraz nagrodę w postaci pudełka farb. W tym samym roku, jednocześnie pracując w warsztacie wuja, rozpoczął studia w Królewskiej Akademii Sztuk Pięknych San Carlos w Walencji, gdzie uczył się razem z takimi malarzami jak Manuel Matoses czy Juan Antonio Benlliure. Na tej uczelni poznał także Juana Atoniego Garcíę, brata swojej przyszłej małżonki, Clotilde Garcíi.

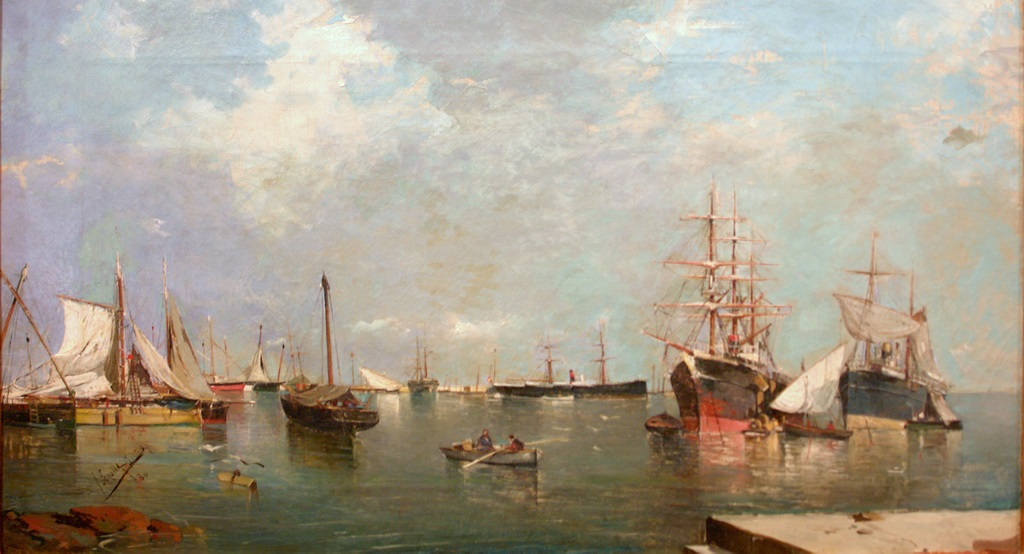
Marina (1880) Obraz z etapu kształcenia, kiedy Sorolla nie skończył jeszcze studiów

W 1880 r. otrzymał srebrny medal za obraz Moro acechando la ocasión de su venganza na wystawie stowarzyszenia El Iris. Po skończeniu studiów zaczął wysyłać swoje prace na lokalne konkursy i narodowe wystawy sztuki. Na madryckiej wystawie z maja 1881 r. przedstawił trzy walencjańskie mariny, które nie zostały zauważone, gdyż nie pasowały do oficjalnego kanonu o tematyce historycznej i dramatycznej.

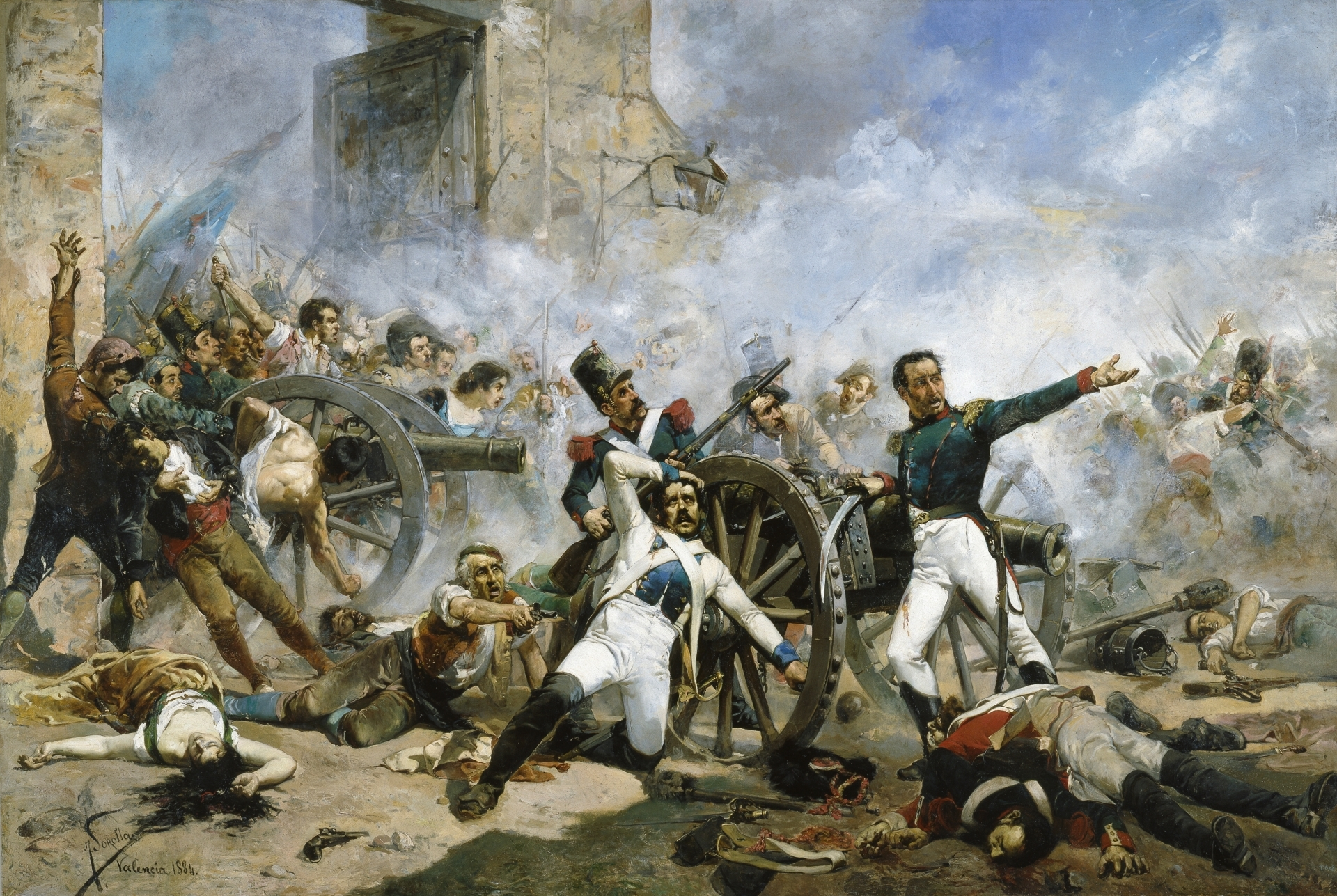
Defensa del Parque de Artillería de Monteleón, na którym Sorolla uwiecznił ostatnie momenty życia bojownika o wolność Pedra Velarde

W następnym roku studiował prace Velázqueza oraz innych autorów z madryckiego Muzeum Prado. W jego malarstwie rozpoczął się okres realistyczny, styl wspierany przez nauczyciela Gonzala Salvá. W 1883 r. zdobył medal na Wystawie Regionalnej w Walencji, a w 1884 r. otrzymał medal na Krajowej Wystawie Sztuk Pięknych za obraz Defensa del Parque de Artillería de Monteleón melodramatyczne i mroczne dzieło namalowane specjalnie na tę wystawę. Sorolla zastosował się do rady przyjaciela brzmiącej: Tutaj, aby zaistnieć i zdobywać medale, trzeba malować trupy.
Wielkim sukcesem w Walencji okazało się jego dzieło El crit del palleter nawiązujące do hiszpańskiej wojny narodowowyzwoleńczej z czasów okupacji napoleońskiej. Otrzymał stypendium na studia w Rzymie, gdzie, oprócz rozwijania zdolności malarskich, mógł zapoznać się ze sztuką klasyczną i renesansową, odwiedzić znane muzea, a także nawiązać kontakt z innymi artystami.
Na początku 1885 r. razem ze swoim przyjacielem, malarzem Pedrem Gilem pojechał do Paryża, gdzie bliżej zapoznał się z malarstwem impresjonistycznym. Ten kierunek malarski zmienił tematykę i styl Sorolli i zaowocował obrazem o tematyce religijnej El entierro de Cristo, który jednak nie wzbudził oczekiwanego podziwu. W efekcie Sorolla zaczął skłaniać się ku naturalizmowi i europejskiej awangardzie zachwycony dziełami takich malarzy jak John Singer Sargent, Giovanni Boldini i Anders Zorn.
W 1888 r. w Walencji ożenił się z Clotilde Garcíą, rok później młoda para przeniosła się do Asyżu. W 1889 r. zamieszkali w Madrycie, gdzie Sorolla w ciągu zaledwie 5 lat stał się znanym i poważanym malarzem. W 1894 r. odbył kolejną podróż do Paryża, gdzie rozwinął luminizm, styl, który stał się bardzo charakterystyczny dla jego późniejszych dzieł. Zaczął malować w plenerze wypełniając światłem sceny z życia codziennego oraz śródziemnomorskie pejzaże. W dziełach takich jak La vuelta de la pesca, La playa de Valencia czy Triste herencia w soczystych kolorach przedstawił plaże Morza Śródziemnego. W 1900 r. na konkursie w Paryżu otrzymał nagrodę Grand Prix za obraz Triste herencia. Kontynuował także tematykę społeczną (Y aún dicen que el pescado es caro), która cieszyła się wielkim powodzeniem.

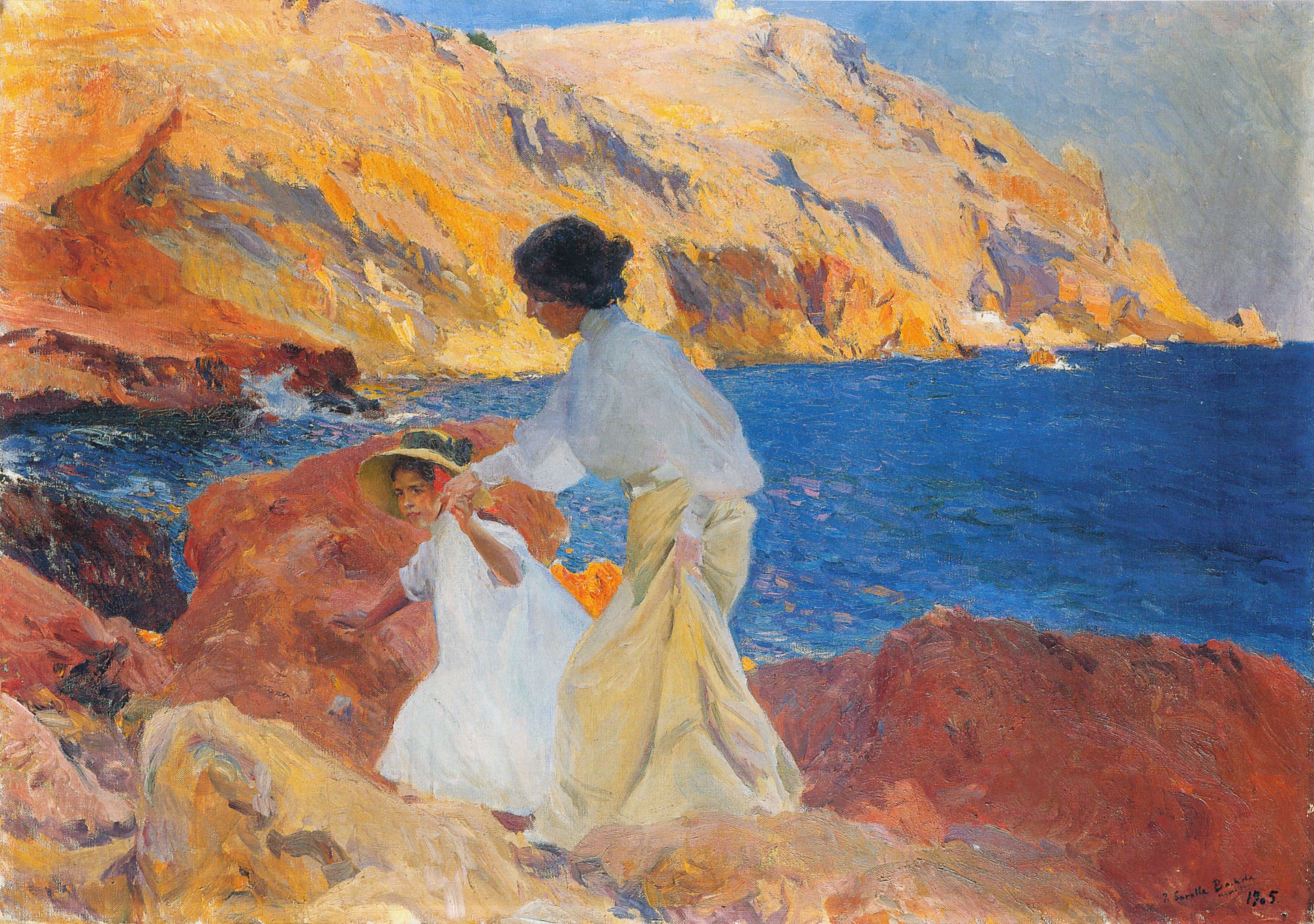
Clotilde y Elena en las Rocas

Popularność malarza stale rosła – Walencja ogłosiła Sorollę ukochanym i zasłużonym synem, oraz nazwała jedną z ulic jego nazwiskiem. Po licznych podróżach po Europie – odwiedzał zwłaszcza Anglię i Francję – otworzył wystawę w Paryżu, na której przedstawiono ponad 500 obrazów, i która przyniosła mu międzynarodową sławę. Wielkim sukcesem była także wystawa w Nowym Jorku z 1909 r., szczególnym uznaniem cieszyły się obrazy Sol de tarde oraz Nadadores.
W listopadzie 1909 r. przyjął zamówienie od muzeum Hispanic Society of America, którego ściany ozdobił 14 ogromnymi płótnami, znanymi jako Visión de España. Te dzieła o wysokości 3,5 m i długości 70 m powstały w latach 1913–1919 i przedstawiają sceny charakterystyczne dla różnych regionów hiszpańskich i portugalskich. W 1912 r. Sorolla zrealizował serię podróży po Półwyspie Iberyjskim przygotowując szkice rodzajowe oraz pejzaże. Dzięki tej wstępnej pracy mógł zrealizować słynną serię obrazów olejnych przedstawiającą dzieci i kobiety na walencjańskich plażach (Madre e hija i Pescadora valenciana).
Sorolla chętnie malował portrety znanych osób, na jego obrazach zostali uwiecznieni m.in. Juan Ramón Jiménez, król Alfons XIII, Vicente Blasco Ibáñez, José Ortega y Gasset i wielu innych.
Po skończeniu projektu dla Hispanic Society of America pracował jako profesor na Escuela de Bellas Artes de Madrid, prowadząc zajęcia z kompozycji i koloru. Jego najważniejszym uczniem i kontynuatorem luminizmu był Teodoro Andreu.
W 1920 r. podczas malowania portretu żony Ramóna Péreza de Ayala w ogrodzie swego domu w Madrycie, doznał porażenia połowicznego, po którym drastycznie zmniejszyły się jego możliwości fizyczne i umysłowe. Zmarł w 1923 r. w swoim domu w Cercedilla.

## Dzieła

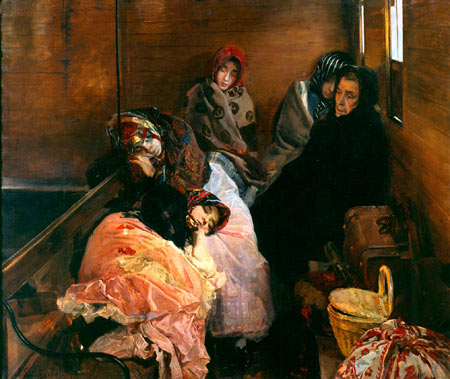
Trata de blancas (1894). Realizm społeczny – autor przystosował się do kanonu swojej epoki

### Etap kształcenia (1863–1886)
- Marina (1881)
- Moro con naranjas (1885–1886)

### Etap utrwalania (1889–1899)
- Los guitarristas, costumbres valencianas (1889)
- La fuente, Buñol (1890–1895)
- El pillo de playa (1891)
- Trata de blancas (1894)
- El baño de la reina, Valsaín (1894)
- El regreso de la pesca: remolcando el barco (1894)
- Aún dicen que el pescado es caro (1894)
- Madre (1895)
- Una investigación (1897)
- La comida en la barca (1898)
- Cordeleros de Jávea (1898)
- Triste Herencia (1899)

### Etap kulminacyjny (1900–1910)
- Noria, Jávea (1900)
- Retrato de Beruete (1902)
- Desnudo de mujer (1902)

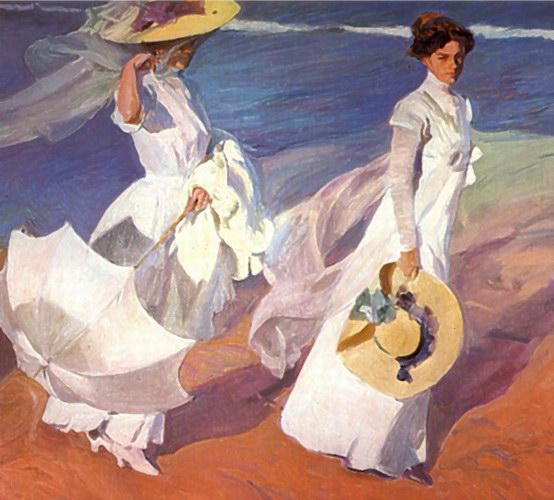
Spacer brzegiem morza (Paseo a orillas del mar)

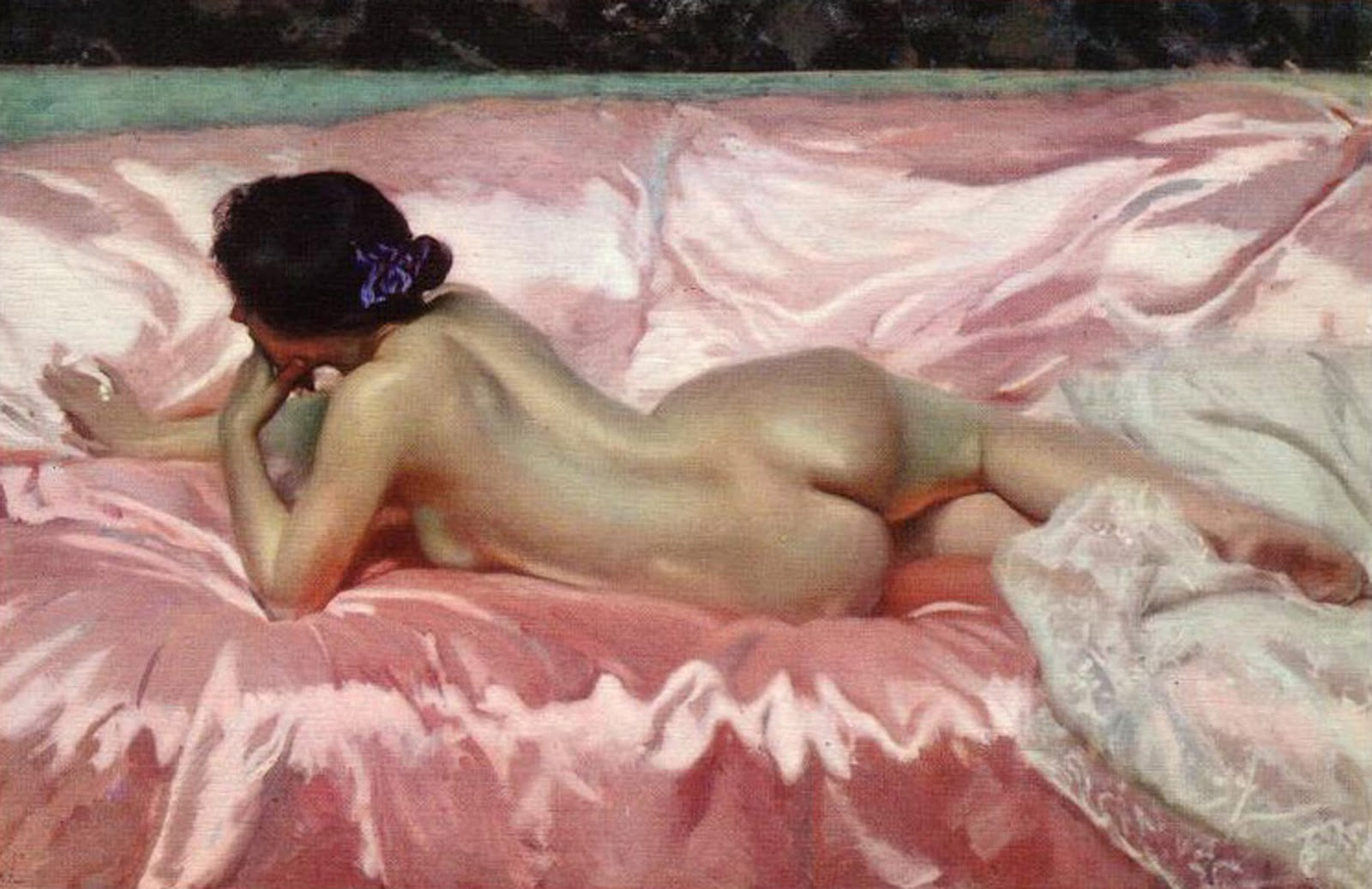
Desnudo de mujer (1902)

- Mar y rocas de San Esteban, Asturias (1903)
- A la sombra de la barca, Valencia (1903–1904)
- Autorretrato (1904)
- Mis hijos (1904)
- El niño de la barquita (1904)
- Nadadores, Jávea (1905)
- En el jardín de la calle Miguel Ángel (1906)
- Instantánea, Biarritz (1906)
- María Guerrero (1906)
- Tormenta sobre Peñalara, Segovia (1906)
- Saltando a la comba, La Granja (1907)
- Fuente del Alcázar de Sevilla (1908)
- Pescadora con su hijo, Valencia (1908)
- Reflejos de una fuente (1908)
- Spacer brzegiem morza (1909)
- Niños en la playa (1910)
- Clotilde con traje de noche (1910)
- Clotilde siedząca na sofie (1910)
- Bajo el toldo, plaza de Zarauz (1910)
- Jardines de Carlos V, Alcázar de Sevilla (1910)

### Etap końcowy (1911–1920)
- Después del baño (1911)
- Fifth Avenue, Nueva York (1911)
- La siesta (1911)

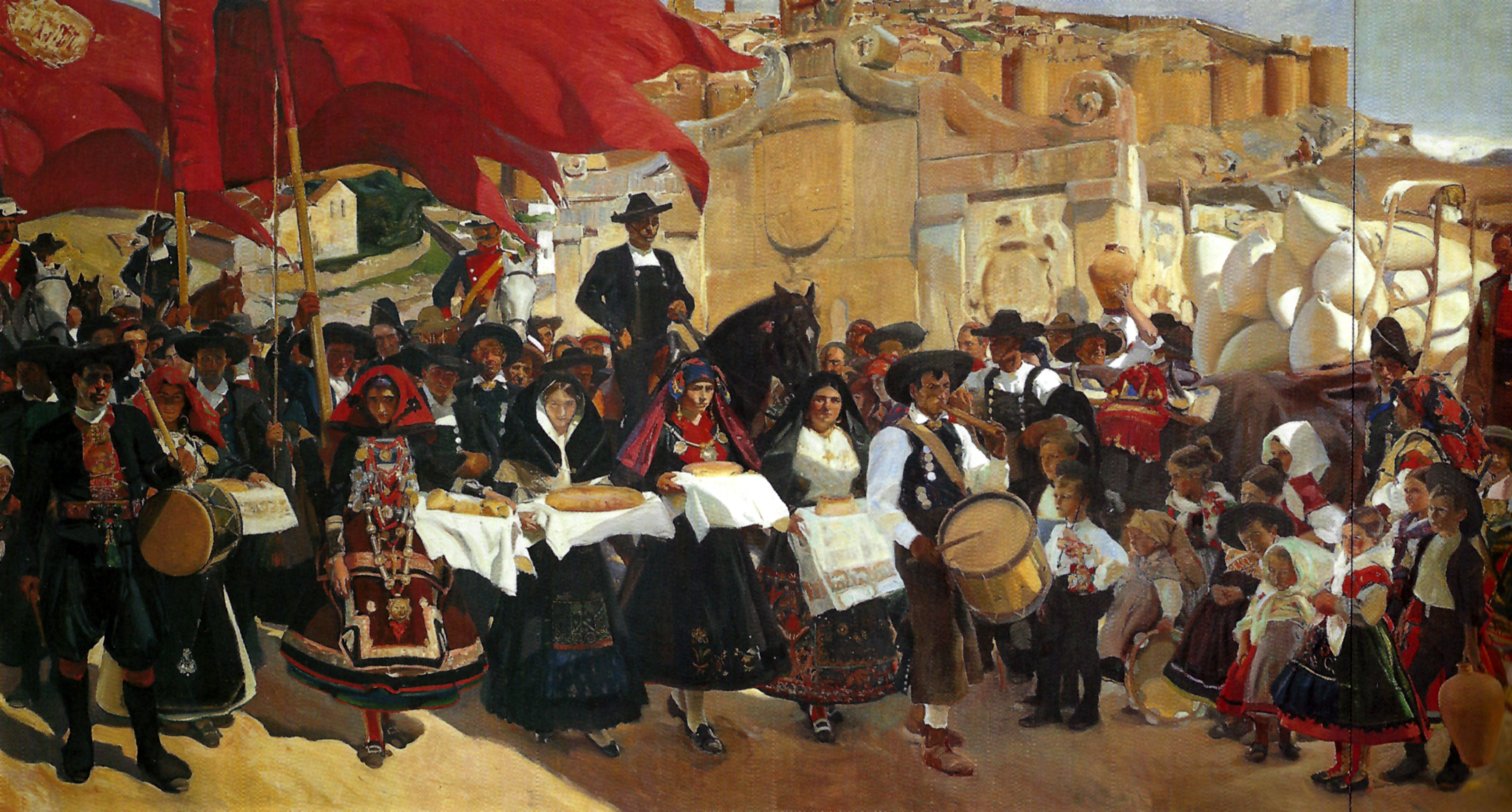
Visión de España: La fiesta del pan

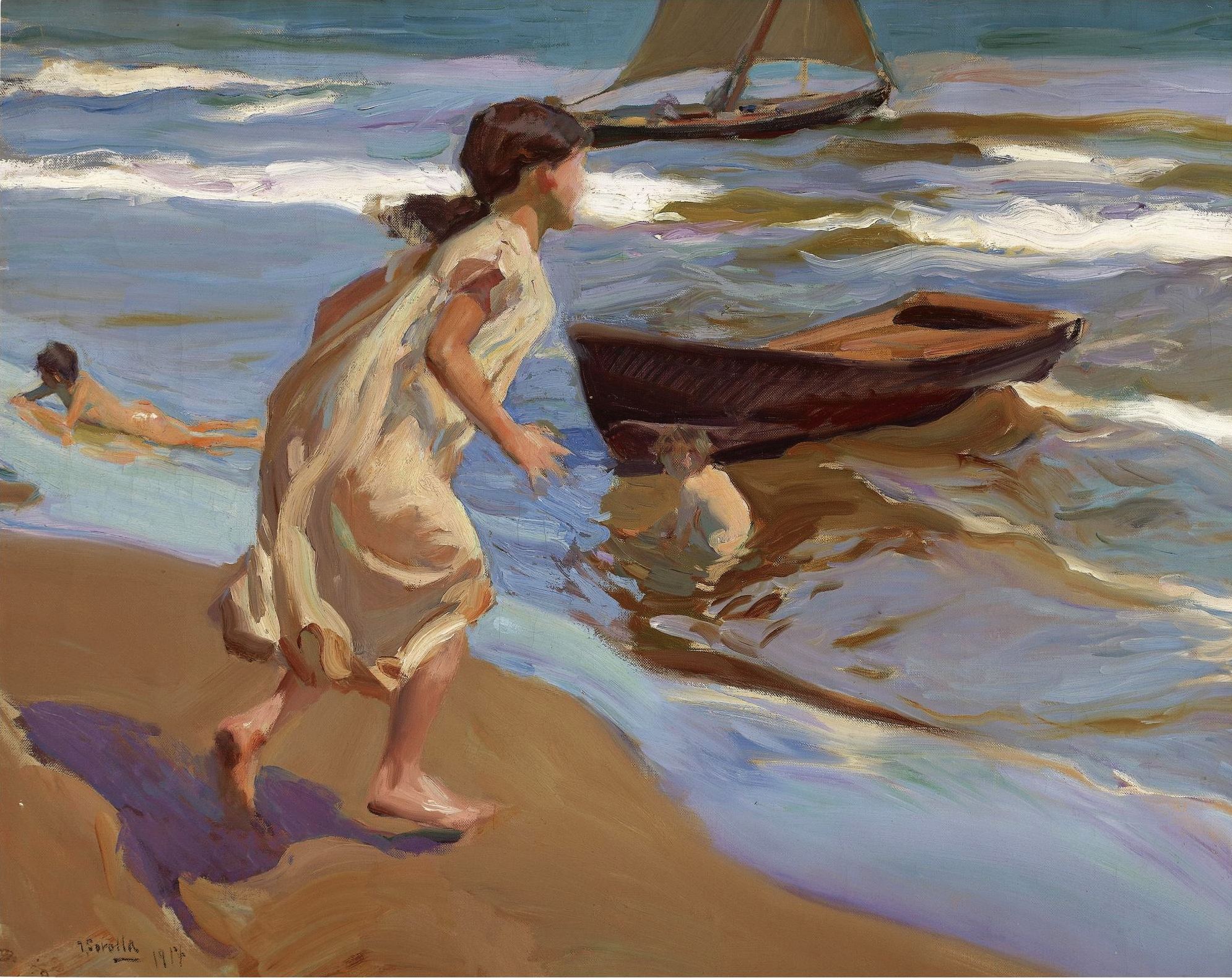
Niña entrando en el baño

- Castilla: la Fiesta del Pan. Ciclo de las regiones de España para la Hispanic Society de Nueva York (1911-)
- Tipos del Roncal (1912)
- Visión de España
- Pescadoras valencianas (1915)
- Niña entrando en el baño (1915)
- Jardín de la Casa Sorolla (c. 1916)
- La bata rosa (1916)
- El patio de Comares, la Alhambra de Granada (1917)
- Rompeolas, San Sebastián (1917–1918)
- Joaquín Sorolla y García sentado (1917)
- Patio de la casa Sorolla (1917)
- Retrato de Raquel Meller (1918)
- Alberca del Alcázar de Sevilla (1918)
- Jardín de la casa Sorolla (1918–1919)
- Ayamonte (1919)
- Helena en la cala de San Vicente, Mallorca (1919)
- Jardín de la casa Sorolla (1920)
- Retrato de la señora de Pérez de Ayala (1920)